# Fehér csokoládé

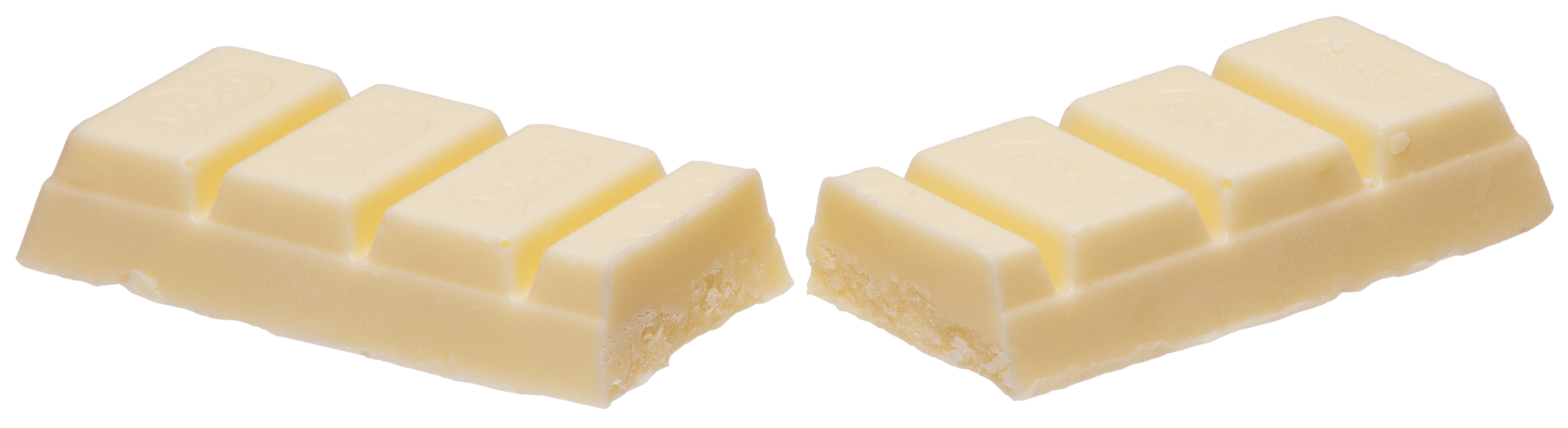
Fehér csokoládé

A fehér csokoládé cukorból, kakaóvajból és tejből készült szilárd készítmény, ami bár nem csokoládé, a köztudatban mégis annak nevezik. A kakaóvaj olvadáspontja elég magas ahhoz, hogy szilárdan tartsa a fehér csokoládét szobahőmérsékleten, de elég alacsony ahhoz, hogy szétolvadjon a szájban. A fehér csokoládé szerkezete hasonló a tejcsokoládé szerkezetéhez.

## Eredete és gyártása
Euróban a Nestlé gyártott először fehércsokoládét, 1936-ban kezdték el forgalmazni a Milkybar táblás fehércsokoládét, mely a mai napig elérhető. A kontinentális európai és dél-amerikai piacokon Galak márkanéven forgalmazzák.
A Hebert Candies 1955-ben mutatta be.  Az Amerikai Egyesült Államokban először a Mars Incorporated kezdett el foglalkozni fehér csokoládé előállításával. A termék akkor lett népszerű, amikor a Nestlé Alpine White Chocolate néven kezdett el fehér csokoládéból készült csokoládészeletet forgalmazni Amerikában. Az Alpine White Chocolate fehér csokoládé, mely aprított mandulát tartalmaz. Nagy-Britanniában a Cadbury forgalmazza. Magyarországon jelenleg a Lindt, a Stühmer, a Mondelez International (Milka márkanéven), az August Storck (Merci márkanéven) és a Nestlé (Boci márkanéven ) forgalmaz fehér csokoládét.

## Összeállítás és szabályok

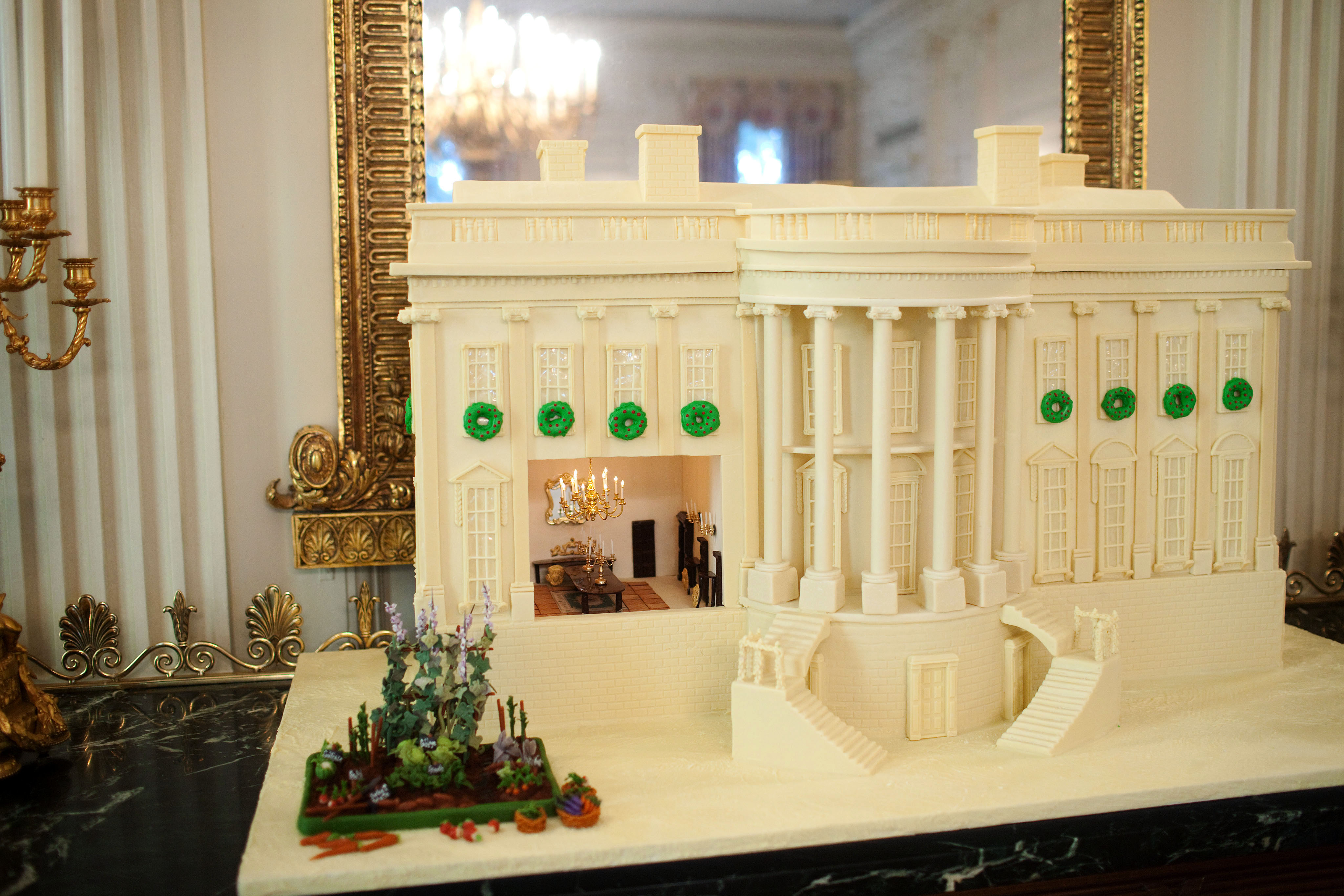
A Fehér Ház mézeskalácsból és fehér csokoládéból

A fehér csokoládé nélkülözhetetlen összetevői a kakaóvaj, a tej és a cukor. A szabályozások megszabják, hogy a piacon mi adható el fehér csokoládéként: az Egyesült Államokban súly alapján legalább 20% kakaóvajat, 14% tej szárazanyagot, legalább 3,5% tejzsírt és kevesebb mint 55% cukrot és egyéb édesítőszert kell tartalmaznia. Az Európai Unió ugyanezeket az értékeket használja, azonban nem szabja meg a cukor és az édesítőszerek mennyiségét. Néhány országban a fehér csokoládét nem tartják valódi csokoládénak, mert bár az elkészítési mód ugyanaz, mint a tejcsokoládé és az étcsokoládé esetében, különbség van az összetevőkben. Az összetevőkbeli nagy különbségek miatt sok ember (a U.S. Food and Drug Administrationt is beleértve) úgy véli, a fehér csokoládé nem valódi csokoládé.

## Egyéb források
- Mégis mire jó a fehér csokoládé?
- A fehér csoki, valóban csoki?
- A fehér csokoládé energia- és tápanyagtartalma
- Fehér csokoládé recept (otletkonyha.hu) Archiválva 2013. április 9-i dátummal a Wayback Machine-ben